# Jack Dye (Offizier)

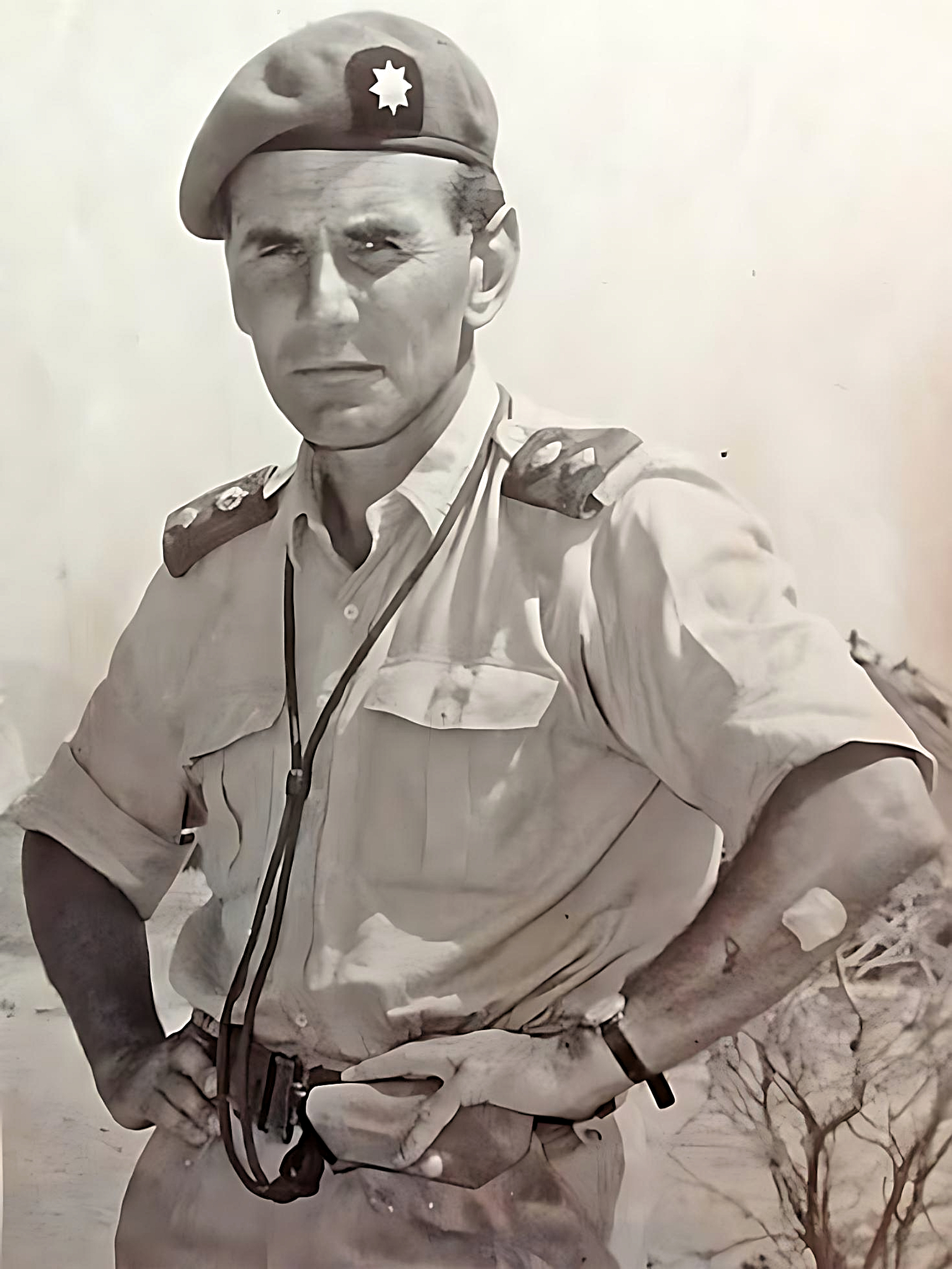
Jack Dye

Jack Bertie Dye, CBE, MC (* 13. Dezember 1919 in Great Yarmouth, Norfolk, England; † 10. Juni 2013 in Helmingham, Suffolk, England) war ein britischer Offizier und zuletzt Generalmajor der British Army, der zuletzt von 1971 bis 1974 Generaldirektor der Territorialarmee (Director-General, Territorial Army) war. Er war ferner zwischen 1983 und 1994 Vice-Lord Lieutenant der Grafschaft Suffolk.

## Leben
Jack Bertie Dye trat während des Zweiten Weltkrieges am 13. September 1940 als Second Lieutenant in das Royal Norfolk Regiment ein. Er nahm unter anderem an der Operation Neptune beim D-Day teil, der alliierten Landung in der Normandie, und wurde 1945 mit dem Military Cross (MC) ausgezeichnet. Nach Ende des Zweiten Weltkriegs folgten zahlreiche Verwendungen als Offizier und Stabsoffizier. Als Lieutenant-Colonel war er von Oktober 1962 bis Februar 1965  Kommandeur des 1. Bataillons des East Anglian Regiment (Royal Norfolk and Suffolk), aus dem im September 1964 das neue Royal Anglian Regiment hervorging. Für seine Verdienste in dieser Zeit wurde er 1965 zum Officer des Orders of the British Empire (OBE) ernannt. Danach war er zwischen 1966 und 1968 Kommandeur der Armee der Südarabischen Föderation und wurde für seine Verdienste 1968 auch zum Commander des Order of the British Empire (CBE) ernannt.
Nach seiner Beförderung zum Major-General übernahm Jack Dye im Februar 1969 von Generalmajor Fergus Ling den Posten als Kommandeur des 1968 entstandenen Militärbezirks Ost (General Officer Commanding, Eastern District), der als East Anglian District 1946 aus dem Kommandobereich der damaligen 54th (East Anglian) Division hervorgegangen war. Dieses Kommando hatte er bis Februar 1971 inne und wurde danach von Generalmajor David Scott-Barrett abgelöst. Anschließend war er zwischen März 1971 und seinem Eintritt in den Ruhestand im Mai 1974 im Verteidigungsministerium des Vereinigten Königreichs Generaldirektor der Territorialarmee (Director-General, Territorial Army) und zugleich in Personalunion Direktor für Freiwillige, Territorialsoldaten und Kadetten (Director, Volunteers, Territorials and Cadets).
Als Nachfolger von Generalleutnant Sir Ian Freeland übernahm Dye 1976 das Ehrenamt als Colonel of the Royal Anglian Regiment und hatte dieses bis 1982 inne, woraufhin General Sir Timothy Creasey ihn ablöste. 1983 Vice-Lord Lieutenant von Suffolk und war als solcher nach dem Lord Lieutenant stellvertretender Repräsentant der Königin in dieser Grafschaft.
Aus seiner 1942 geschlossenen Ehe mit Jean Prall gingen zwei Töchter hervor.